# رنگ‌های اصلی

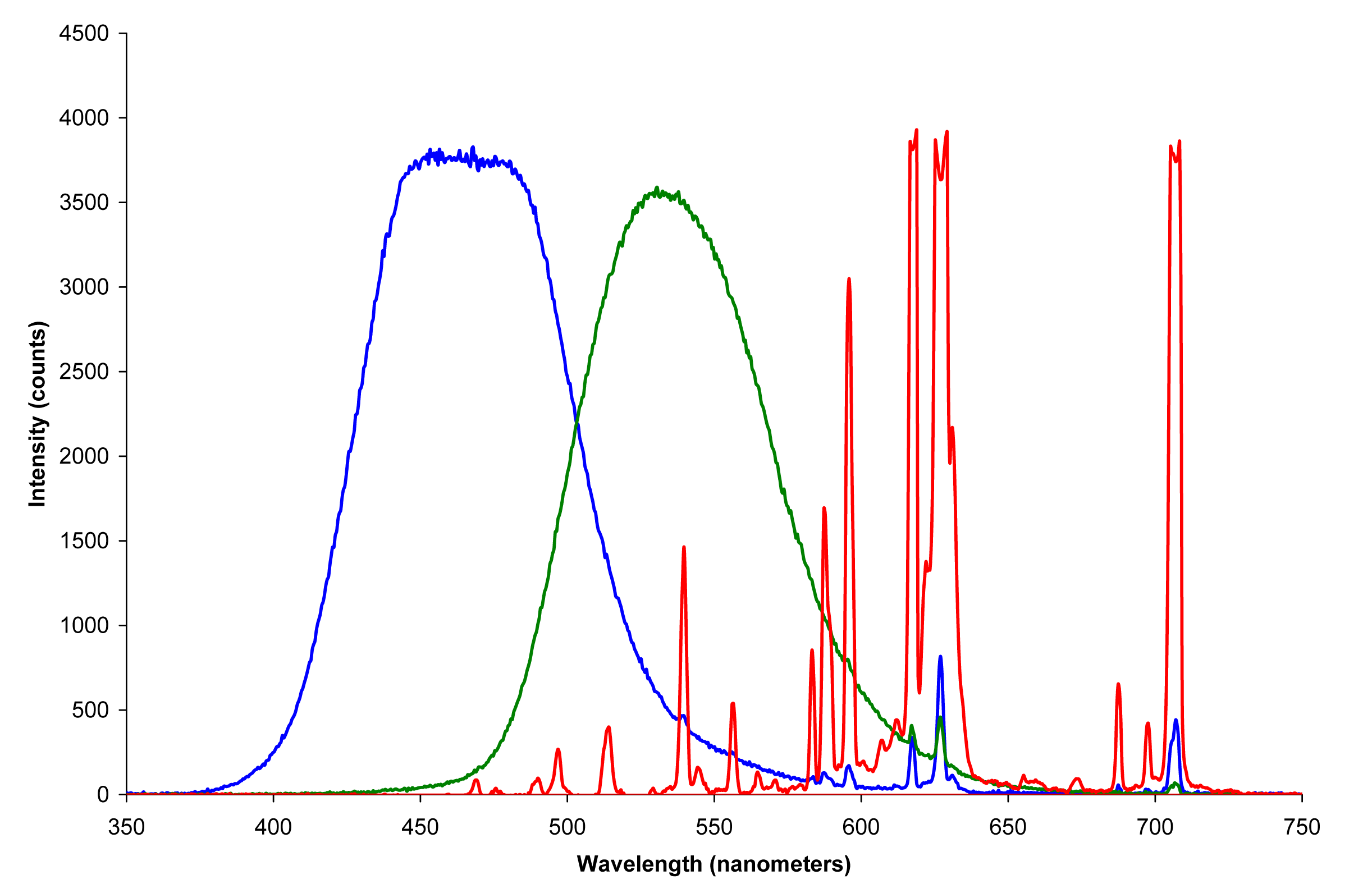
طیف انتشار سه فسفور که رنگ‌های اصلی افزودنی یک نمایشگر ویدیویی با رنگ CRT را تعریف می‌کنند. سایر فن‌آوری‌های نمایش رنگی الکترونیکی (LCD، صفحه نمایش پلاسما، OLED) دارای مجموعه‌های مشابه اولیه از طیف‌های گوناگون انتشار هستند.

رنگ‌های اصلی یا رنگ‌های بنیادین (به انگلیسی:Primary colors) سه رنگی هستند که همهٔ دیگر رنگ‌ها را با ترکیب آن‌ها می‌توان به دست آورد. گزینش سه رنگ به عنوان رنگ‌های اصلی، دلبخواه است و می‌توان به ترتیب‌ها و انواع گوناگون، سه رنگ اصلی داشت. گفتنی‌است ادعای ساخت «همه» رنگ‌های دیگر با هیچ سه رنگ واقعی، شدنی نیست و برای درست کردن چنین پایه‌ای باید از رنگ‌های موهومی استفاده کرد.
در متون گوناگون آموزش هنر پایه و واژه‌نامه و فضای مجازی، مجموعه‌های مختلفی به نام سه رنگ اصلی شناخته می‌شوند. هیچ‌یک از این مجموعه‌ها که از رنگ‌های واقعی تشکیل شده‌اند، سه رنگ اصلی صحیح نیستند. معمولاً از سه رنگ سرخابی و آبی دریایی و سبز که  که مدل سی‌ام‌وای‌کی (CMYK) نامیده می‌شود و یا آبی و سرخ و سبز که مدل رنگی آرجی‌بی نامیده می‌‌شود.
طبق مبانی رنگ‌ها، چرخه یا دایره رنگ به رنگ‌های گرم و سرد بخش شده است. رنگ‌های سرخ و زرد جزو رنگ‌های گرم، اما رنگ آبی و سبز از رنگ‌های سرد محسوب می‌شود.
همچنین از ترکیب زرد و سرخ، نارنجی و از ترکیب سرخ و آبی، بنفش آفریده می‌شود؛ و از ترکیب رنگ آبی با سبز رنگ فیروزه‌ای و همین‌گونه از ترکیب رنگ سرخ با سبز، زرد پدید می‌آید. در واقع از کنار هم قرار گرفتن این ترکیب‌ها دایره رنگ ساخته می‌شود که در دایره رنگ، بسته به نزدیکی به رنگ اصلی و میزان ترکیب هر کدام از رنگ‌ها طیف متفاوتی ساخته می‌شود.
خاطرنشان می‌کردد که نورهای اصلی با رنگ‌های اصلی تفاوت عمده‌ای دارند. از ترکیب نورهای اصلی نور سفید و از ترکیب سه رنگ اصلی، رنگ سیاه به دست خواهد آمد. (در این مقاله برای راحتی درک موضوع از واژگان رنگ‌های اصلی به جای نورهای اصلی استفاده شده است)

## مدل RGB

[//upload.wikimedia.org/wikipedia/commons/thumb/2/28/RGB_illumination.jpg/220px-RGB_illumination.jpg

به هنگام ترکیب نورها، سه نور اصلی هستند که همهٔ دیگر نورها را می‌توان با ترکیب آن‌ها به دست آورد. این سه نور با رنگ سه رنگ بنیادین ناهمسان هستند و شامل سرخ، آبی و سبز می‌شوند. این الگو از بخش‌بندی در نمایشگرها به کار می‌رود.
ترکیب این سه نور، نور سفید را به‌دست می‌دهد و نبودن هیچ‌یک از آن‌ها سیاهی است. (مدل رنگی آرجی‌بی)